# Pont-l'Évêque (Calvados)
Pour les articles homonymes, voir Pont-l'Évêque.
Pont-l'Évêque est une commune française du département du Calvados et de la région Normandie.
Le 1er janvier 2019, elle fusionne avec  Coudray-Rabut en conservant son nom, et a désormais le statut de commune nouvelle.

## Géographie

### Localisation

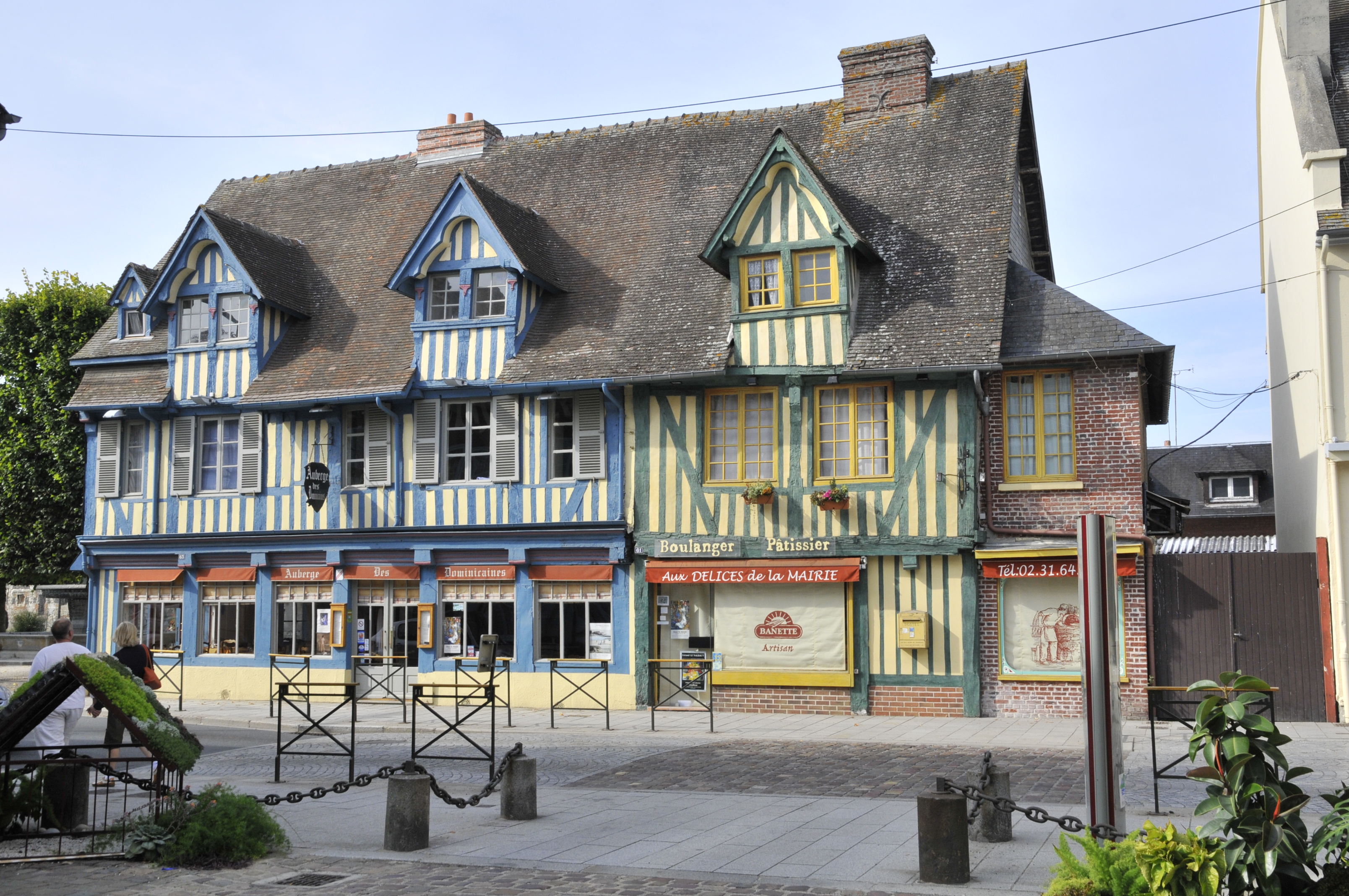
Les maisons à pans de bois de Pont-l'Evêque

À dix minutes de la Côte Fleurie, la ville de Pont-l'Évêque, nichée dans la vallée de la Touques, condense tous les attraits de la Normandie augeronne : édifices à pans de bois de couleur sang de bœuf, bleu ou vert, nombreux cours d'eau, campagne vallonnée et verdoyante, gastronomie locale (le fameux pont-l'évêque, le cidre de Normandie).
La commune se trouve dans l'aire d'attraction de Trouville-sur-Mer, dans la zone d'emploi de Lisieux et est la ville-centre de son unité urbaine et de son bassin de vie

### Communes limitrophes
| Saint-Martin-aux-Chartrains | Tourville-en-Auge   | Saint-Gatien-des-Bois, Surville |
| Reux                        | Pont-l'Évêque       | Saint-Julien-sur-Calonne        |
| Saint-Hymer                 | Pierrefitte-en-Auge | Manneville-la-Pipard            |

### Hydrographie
La commune est située dans le bassin Seine-Normandie. Elle est drainée par la Touques, la Calonne, l'Yvie, le Douet, le canal 01 de la commune de Pont-l'Evêque, un bras de la Touques, un bras la Rivière Morte, le cours d'eau 01 des Hunières, le ruisseau de la Grange Cairon, le canal 02 de la commune de Reux et un autre petit cours d'eau,.

La Touques, d'une longueur de 108 km, prend sa source dans la commune de Champ-Haut et se jette  dans la baie de Seine en limite de Trouville-sur-Mer et de Deauville, après avoir traversé 42 communes. Les caractéristiques hydrologiques de la Touques sont données par la station hydrologique située sur la commune de Pierrefitte-en-Auge. Le débit moyen mensuel est de 7,17 m3/s. Le débit moyen journalier maximum est de 32,3 m3/s, atteint lors de la crue du 26 février 2024. Le débit instantané maximal est quant à lui de 40,8 m3/s, atteint le 3 février 2021.
La Calonne, d'une longueur de 45 km, prend sa source dans la commune du Planquay et se jette  dans la Touques sur la commune, après avoir traversé 19 communes. 
L'Yvie, d'une longueur de 10 km, prend sa source dans la commune de Valsemé et se jette  dans la Touques sur la commune, après avoir traversé quatre communes. 

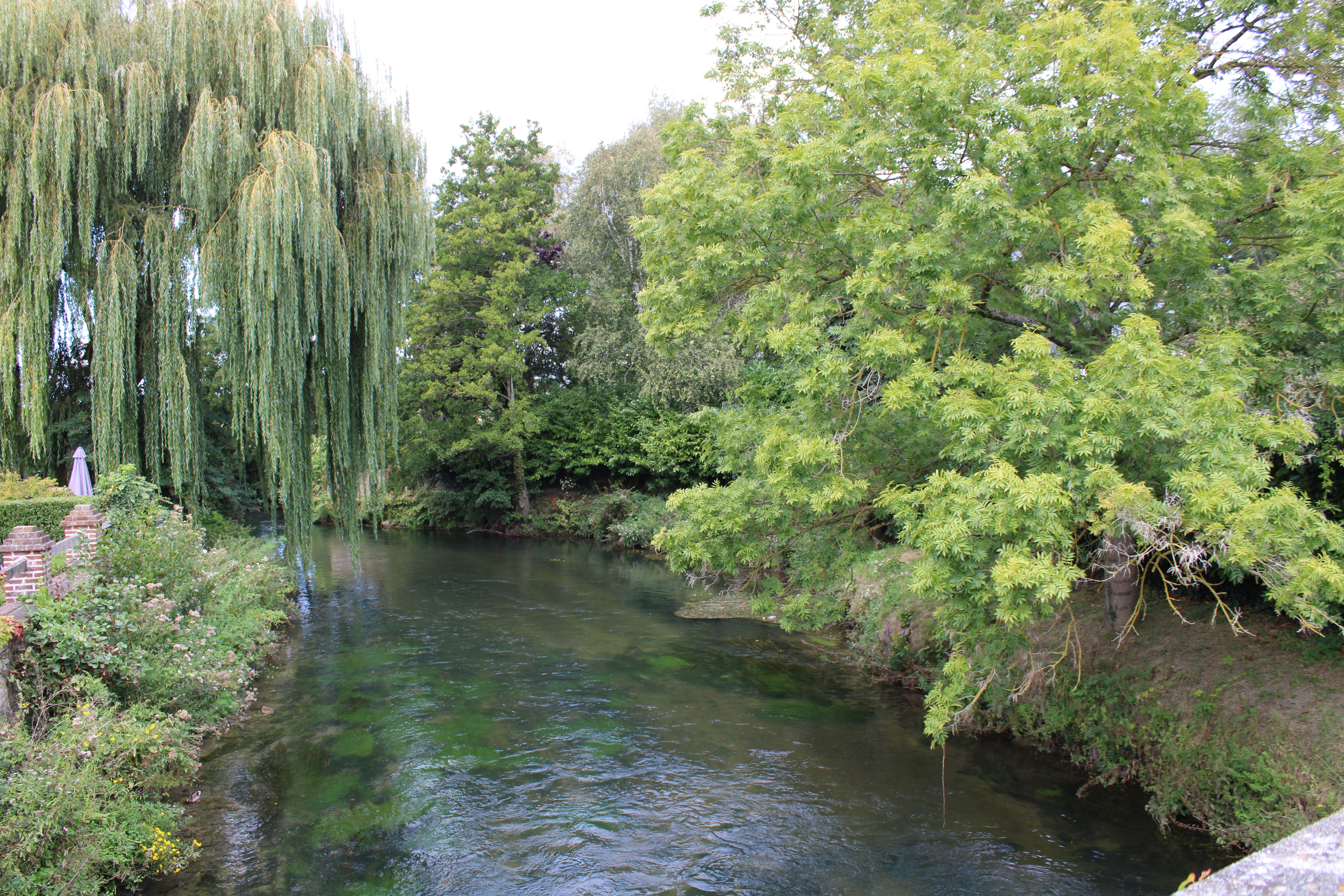
La Touques.
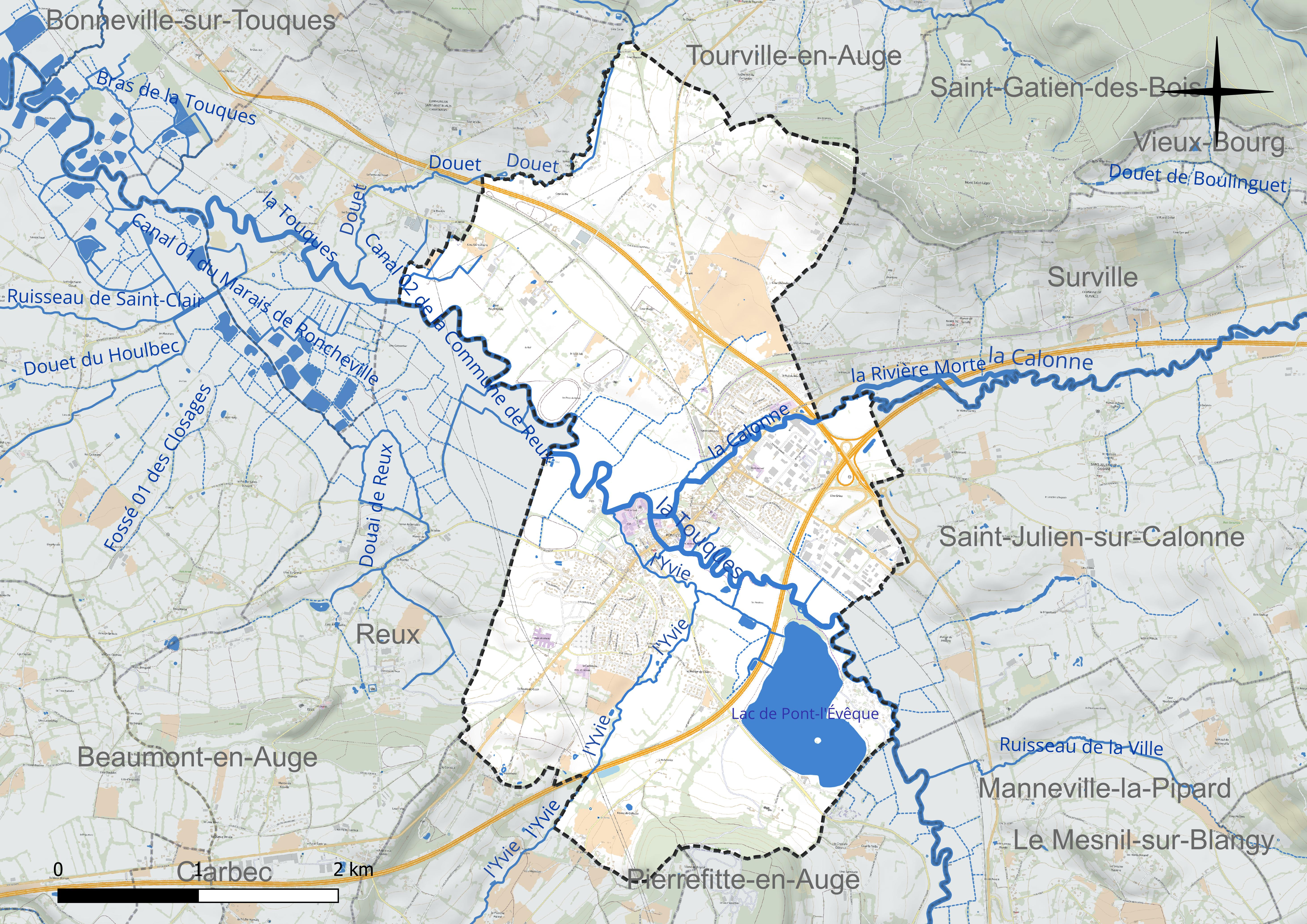
Réseau hydrographique de Pont-l'Évêque.

Un plan d'eau complète le réseau hydrographique : le lac de Pont-l'évêque (58 ha),. Il a été formé par la carrière creusée par l'extraction des remblais de l'autoroute A13 et transformé en centre de loisirs estival.

### Climat
Pour des articles plus généraux, voir Climat de la Normandie et Climat du Calvados.
En 2010, le climat de la commune est de type climat océanique franc, selon une étude du CNRS s'appuyant sur une série de données couvrant la période 1971-2000. En 2020, Météo-France publie une typologie des climats de la France métropolitaine dans laquelle la commune est exposée à un climat océanique et est dans la région climatique Côtes de la Manche orientale, caractérisée par un faible ensoleillement (1 550 h/an) ; forte humidité de l'air (plus de 20 h/jour avec humidité relative > 80 % en hiver), vents forts fréquents. Parallèlement le GIEC normand, un groupe régional d'experts sur le climat, différencie quant à lui, dans une étude de 2020, trois grands types de climats pour la région Normandie, nuancés à une échelle plus fine par les facteurs géographiques locaux. La commune est, selon ce zonage, exposée à un « climat contrasté des collines », correspondant au Pays d'Auge, Lieuvin et Roumois, moins directement soumis aux flux océaniques et connaissant toutefois des précipitations assez marquées en raison des reliefs collinaires qui favorisent leur formation.
Pour la période 1971-2000, la température annuelle moyenne est de 10,9 °C, avec une amplitude thermique annuelle de 12,5 °C. Le cumul annuel moyen de précipitations est de 795 mm, avec 12,3 jours de précipitations en janvier et 8,2 jours en juillet. Pour la période 1991-2020, la température moyenne annuelle observée sur la station météorologique la plus proche, située sur la commune de Saint-Gatien-des-Bois à 7 km à vol d'oiseau, est de 11,0 °C et le cumul annuel moyen de précipitations est de 920,4 mm,. Pour l'avenir, les paramètres climatiques de la commune estimés pour 2050 selon différents scénarios d'émission de gaz à effet de serre sont consultables sur un site dédié publié par Météo-France en novembre 2022.

## Urbanisme

### Typologie
Au 1er janvier 2024, Pont-l'Évêque est catégorisée bourg rural, selon la nouvelle grille communale de densité à 7 niveaux définie par l'Insee en 2022.
Elle appartient à l'unité urbaine de Pont-l'Évêque, une agglomération intra-départementale dont elle est ville-centre,. Par ailleurs la commune fait partie de l'aire d'attraction de Trouville-sur-Mer, dont elle est une commune de la couronne,. Cette aire, qui regroupe 35 communes, est catégorisée dans les aires de moins de 50 000 habitants,.

### Occupation des sols

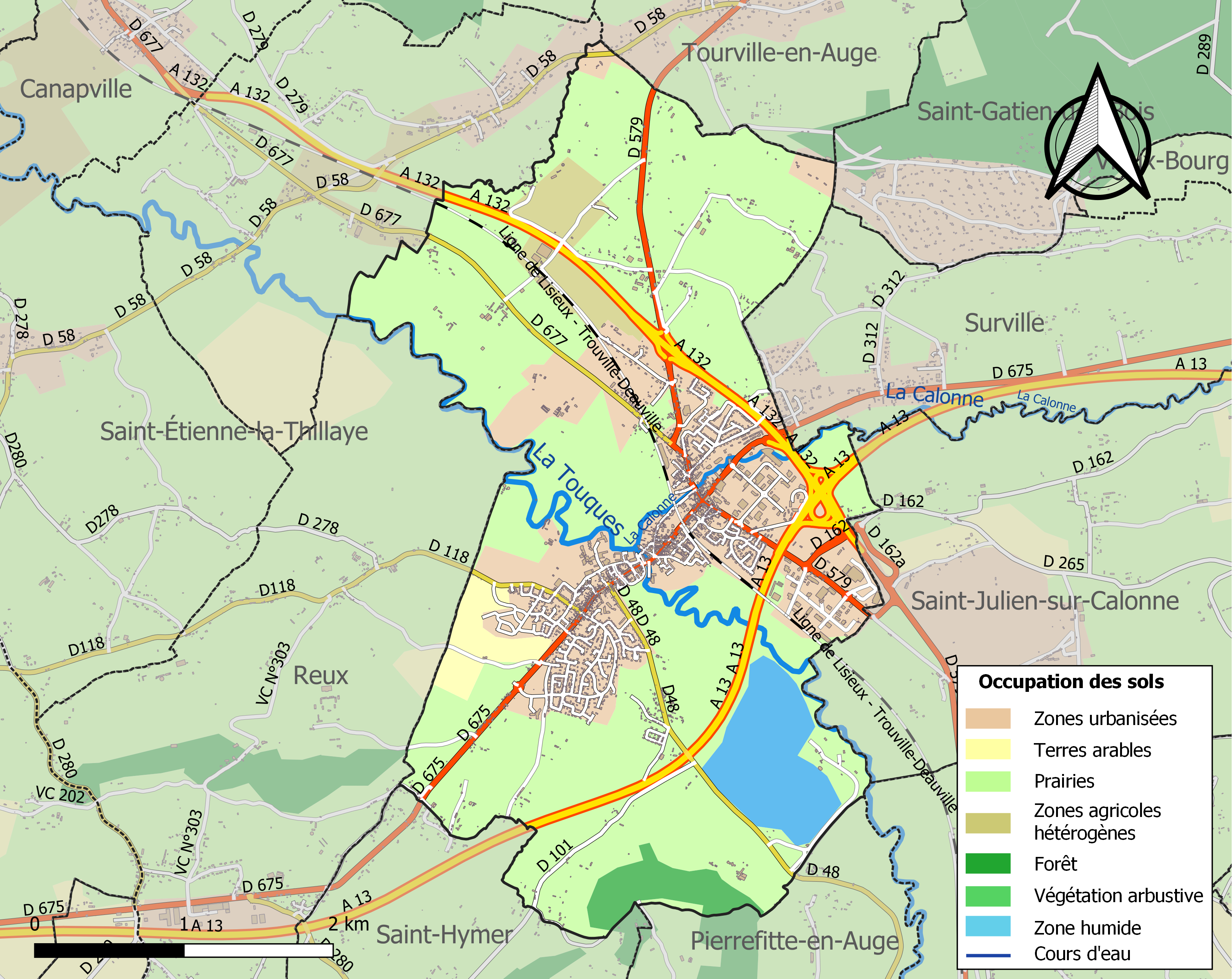
Carte des infrastructures et de l'occupation des sols de la commune en 2018 (CLC).

### Morphologie urbaine
La ville s'étend principalement le long de l'ancienne RN 175 (actuelle RD 675) à mi-chemin entre Deauville et Lisieux, au milieu d'herbages d'embouche d'où les deux bœufs du blason de la ville.

### Habitat
L'évolution récente du nombre de logements de la commune nouvelle est la suivante :
| Logements                                        | Nombre en 2010 | % en 2010 | nombre en 2015 | % en 2015 | nombre en 2021 | % en 2021 |
| ------------------------------------------------ | -------------- | --------- | -------------- | --------- | -------------- | --------- |
| Total                                            | 2 360          | 100 %     | 2 707          | 100 %     | 2 706          | 100 %     |
| Résidences principales                           | 2 022          | 85,7 %    | 2 217          | 81,9 %    | 2 365          | 87,4 %    |
| → Dont HLM                                       | 576            | 28,5 %    | 587            | 26,5 %    | 584            | 24,7 %    |
| Résidences secondaires et logements occasionnels | 179            | 7,6 %     | 147            | 5,4 %     | 111            | 4,1 %     |
| Logements vacants                                | 159            | 6,7 %     | 343            | 12,7 %    | 230            | 8,5 %     |
| Dont :                                           |                |           |                |           |                |           |
| → maisons                                        | 1 336          | 56,6 %    | 1 614          | 59,6 %    | 1 532          | 56,6 %    |
| → appartements                                   | 901            | 38,2 %    | 1 053          | 38,9 %    | 1 157          | 42,8 %    |

### Voies de communication et transports
Au nord-est de la commune se situe l'échangeur entre l'autoroute A13, l'A132 (vers Deauville) et la RD 579 permettant son accès.
La gare de Pont-l'Évêque, située sur la ligne de Lisieux à Trouville - Deauville, est desservie par des trains Intercités, qui effectuent des missions entre Paris-Saint-Lazare et Trouville - Deauville, et par des trains TER Normandie, qui circulent entre les gares de Trouville - Deauville et de Lisieux.
La commune est desservie par les lignes 36, 50, et plusieurs lignes scolaires des bus verts du Calvados.

## Toponymie
Le nom de la localité est attesté sous les formes Pons Episcopi au XIIe siècle,; Pont le Vesque en 1297.
Établie à la confluence de trois rivières (la Touques, la Calonne et l'Yvie), elle tient son nom d'un pont que l'un des premiers évêques de Lisieux avait fait bâtir et dont il percevait les revenus.
Au cours de la période révolutionnaire de la Convention nationale (1792-1795), la commune a porté successivement les noms de Pont-Châlier, de Pont-Chartier et de Pont-Libre.

## Histoire
Carrefour obligé vers la côte ou vers Paris, Pont-l'Évêque a toujours été un important lieu de passage et de commerce.

### Moyen Âge
Au Moyen Âge, la ville devient un important siège administratif de la vicomté d'Auge. Occupée par les Anglais pendant le XVe siècle

### Temps modernes
Pont-l'Évêque, touchée par les guerres de Religion, connaît ensuite une ère de calme et de prospérité.
Vers 1768, la ville compte environ 483 feux.  Elle est alors le chef-lieu de l'élection de Pont-L'Évêque qui s'étend principalement entre les rivières Touques et Dives couvrant quelque 133 paroisses et communautés pour un total d'environ 8 691 feux.  On y retrouve aussi un bailliage, une maîtrise-particulière des eaux et forêts, un couvent de religieuses et une belle église paroissiale dédiée à St-Michel. Fait notable pour l'époque, il s'agit d'une ville ouverte, sans murailles ni château.

### Révolution française et Empire
La commune a été chef-lieu de district de 1790 à 1800 puis sous-préfecture jusqu'en 1926.

### Époque contemporaine

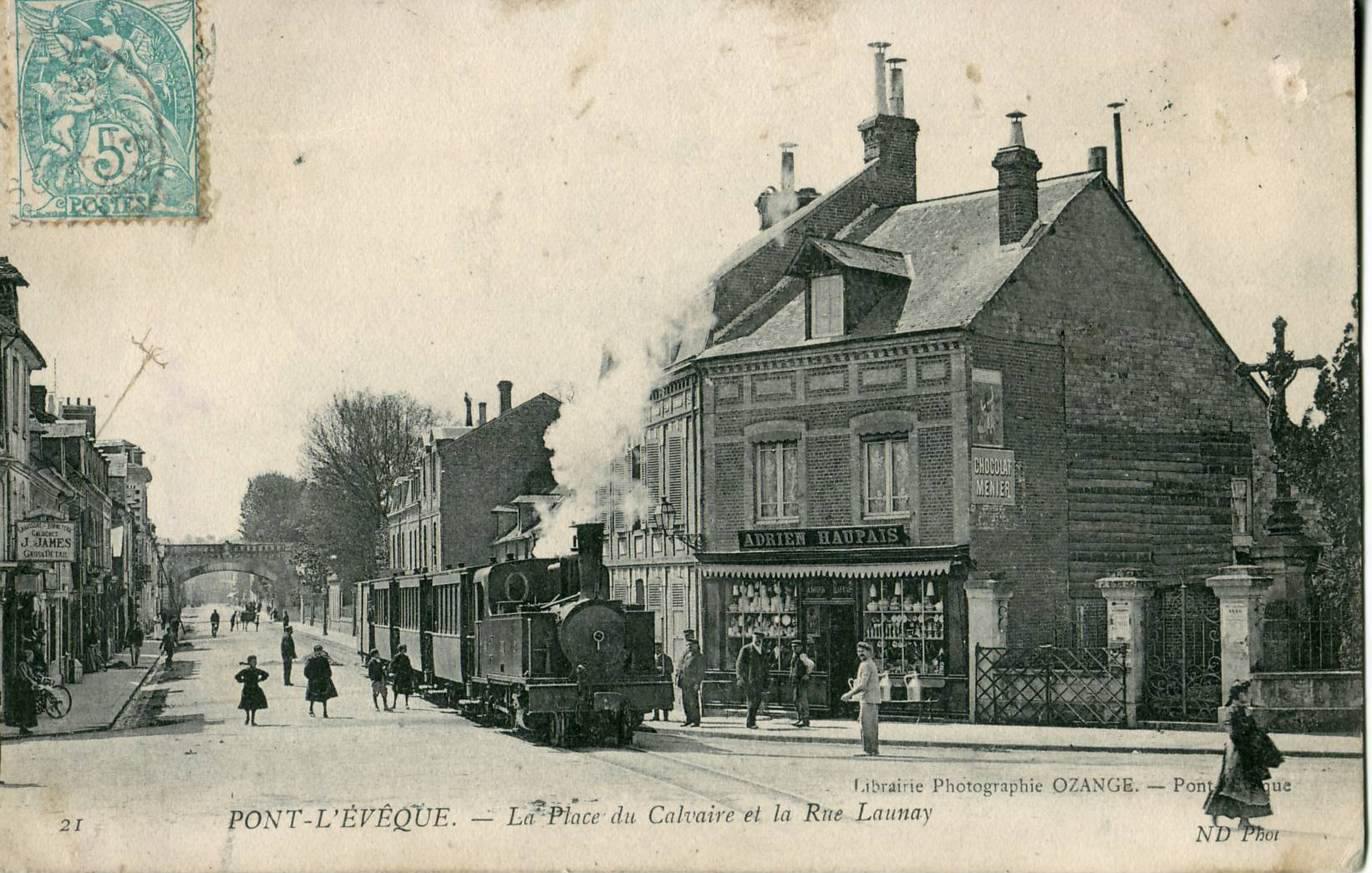
Ancienne voie de chemin de fer secondaire.

La ville est desservie de 1904 à 1933 par une ligne de chemin de fer secondaire à voie métrique provenant de Cormeilles, exploitée pour le compte du Département par la Compagnie du chemin de fer d'intérêt local de Cormeilles à Glos Montfort et ext..
Durant la Seconde Guerre mondiale, le docteur Étienne Grandrie a été parmi les premiers résistants affiliés au réseau Hector avec Georges Castelain. En 1943, Fernand Coudrey et son frère André puis Siméon Tihy sont recrutés dans le réseau Jean-Marie Buckmaster. À l'issue de la Seconde Guerre mondiale, le 24 août 1944, après trois jours de combat, la ville détruite à 65 % est libérée par les Alliés.
Le 1er janvier 2019, la commune absorbe Coudray-Rabut à la suite d'un arrêté préfectoral du 17 décembre 2018.

## Politique et administration

### Rattachements administratifs et électoraux

#### Rattachements administratifs
La commune était de 1801 à 1926 le chef-lieu de l'arrondissement de Pont-l'Évêque. Celui-ci est supprimé dans le cadre d'un programme d'économies par le décret-loi du 10 septembre 1926 et la ville se trouve depuis lors dans l'arrondissement de Lisieux du département de du Calvados.
Elle était depuis 1793 le chef-lieu du canton de Pont-l'Évêque. Dans le cadre du redécoupage cantonal de 2014 en France, cette circonscription administrative territoriale a disparu, et le canton n'est plus qu'une circonscription électorale.

#### Rattachements électoraux
Pour les élections départementales, la commune fait partie depuis 2014 d'un nouveau canton de Pont-l'Évêque porté de 20 à 48 communes.
Pour l'élection des députés, elle fait partie de la quatrième circonscription du Calvados.

### Intercommunalité
Pont-l'Évêque est le siège de la communauté de communes Terre d'Auge, un établissement public de coopération intercommunale (EPCI) à fiscalité propre créé fin 2002 sous le nom de communauté de communes Blangy Pont-l'Évêque Intercom et auquel la commune a transféré un certain nombre de ses compétences, dans les conditions déterminées par le code général des collectivités territoriales.
Cette intercommunalité a intégré depuis sa création d'autres communes.

### Tendances politiques et résultats
Au second tour des élections municipales de 2014 dans le Calvados, la liste DVD menée par le maire sortant Yves Deshayes obtient la majorité absolue des suffrages exprimés, avec 1 076 voix (56,01 %, 21 conseillers municipaux élus dont 13 communautaires), devançant largement celle, également DVD, menée par Éric Huet, qui a recueilli 845 voix (43,98 %, 6 conseillers élus dont 3 communautaires).
Lors de ce scrutin, 38,81 % des électeurs se sont abstenus.
Au premier tour des élections municipales de 2020 dans le Calvados, les électeurs de la commune nouvelle (intégrant donc le territoire de l'ancienne commune de Coudray-Rabut) ont donné la majorité absolue des suffrages exprimés à la liste DVC menée par le maire sortant Yves Deshayes, qui a recueilli 1 057 voix (69,26 %, 25 conseillers municipaux élus dont 11 communautaires), devançant ainis très largement celle DIV menée par Éric Legoux, qui a obtenu 469 voix (30,73 %, 4 conseillers municipaux élus dont 2 communautaires).
Lors de ce scrutin marqué par la pandémie de Covid-19 en France, 55,89 % des électeurs se sont abstenus.

## Équipements et services publics

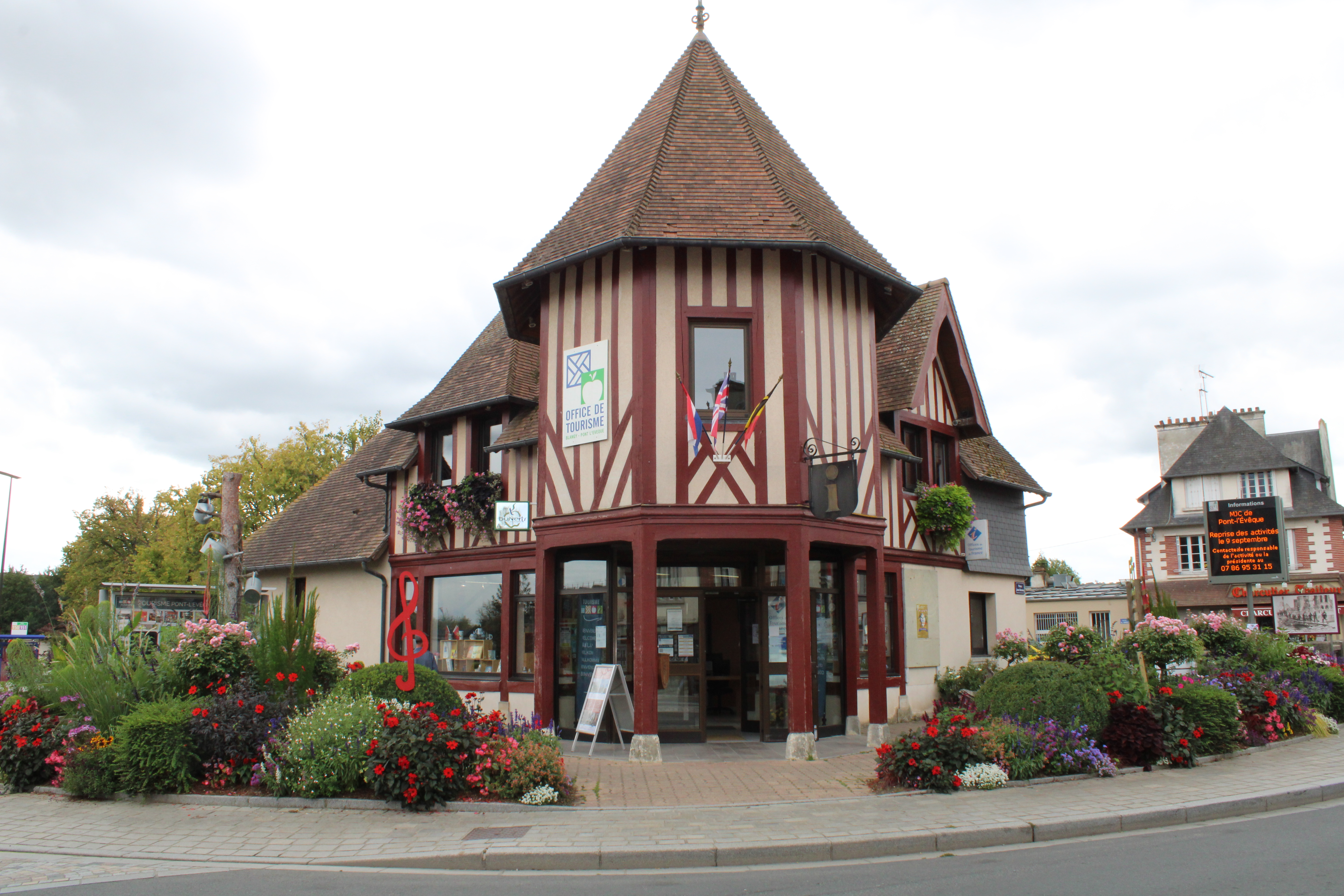
L'office du tourisme.

### Liste des maires
| Période                                  | Période       | Identité                              | Étiquette   | Qualité |
| ---------------------------------------- | ------------- | ------------------------------------- | ----------- | --- |
| Les données manquantes sont à compléter. |               |                                       |             | |
|                                          |               |                                       |             | |
| 1848                                     | 1849          | Charles Victor Isabel de la Blotterie |             | Président du tribunal civil de Pont-l'Évêque                                                                                     |
|                                          |               |                                       |             | |
| 1852                                     | 1856          | Emmanuel Desparts Aumont              |             | Avocat |
| 1856                                     | 1862          | Pierre Armand Allais                  |             | Propriétaire |
| 1863                                     | 1864          | Jean Taillefer                        |             | |
| 1865                                     | 1877          | Jean Félix Désiré David               | Républicain | Conseiller général de Dozulé (1874 → 1877) Mort en fonction                                                                      |
| 1878                                     | 1888          | Auguste Louis Julien                  | Républicain | Banquier, officier de marine Conseiller général de Pont-l'Évêque (1881 → 1895) Chevalier de la Légion d'honneur                  |
| 1888                                     | 1897          | Adolphe Quétel                        |             | |
| 1897                                     | 1902          | Jules-Adolphe Desroques               |             | Greffier-chef |
| 1902                                     | 1912          | Albert Ozanne                         |             | Notaire honoraire |
| 1912                                     | mai 1929      | Optât Garnier                         | RG          | Conseiller d'arrondissement (1932 → 1934)                                                                                        |
| mai 1929                                 | novembre 1938 | Ernest Legrip                         |             | Avoué Démissionnaire |
| janvier 1939                             | 1944          | Jean Bureau                           |             | Médecin Nommé conseiller départemental par le Régime de Vichy (1943 → 1945)                                                      |
| 1945                                     | 1946          | Jules Letac                           |             | |
| 1946                                     | mai 1953      | Arcis Borel                           |             | Maire honoraire |
| mai 1953                                 | mars 1977     | Jean Bureau                           |             | Médecin |
| mars 1977                                | juin 1995     | David de Rothschild                   | DVD         | Banquier |
| juin 1995                                | avril 2014    | André Desperrois                      | DVD         | Ancien entrepreneur en charpente Président du SIVOM (2001 → 2003) Président de la CC Blangy Pont-l'Évêque Intercom (2003 → 2008) |
| avril 2014                               | décembre 2018 | Yves Deshayes                         | DVD         | Retraité, ancien directeur d'hippodrome Conseiller général de Pont-l'Évêque (1998 → 2015)                                        |

| Période      | Période                       | Identité      | Étiquette    | Qualité |
| ------------ | ----------------------------- | ------------- | ------------ | --- |
| janvier 2019 | En cours (au 12 janvier 2024) | Yves Deshayes | DVD puis DVC | Retraité, ancien directeur d'hippodrome Vice-président de la CC Terre d'Auge (2020 → ) Conseiller départemental de Pont-l'Évêque (2024 → ) Réélu pour le mandat 2020-2026 |

### Jumelages
- Ottery St Mary (Angleterre) depuis 1977
- Veitshöchheim (Allemagne) depuis 1994

## Population et société
Le nom des habitants est Pontépiscopien.

### Démographie
La population des anciennes communes puis de la commune nouvelle est connue par les recensements menés régulièrement par l'Insee. Ces chiffres concernent le territoire de l'actuelle commune nouvelle, y compris donc Coudray-Rabut
En 2022, la commune nouvelle comptait 5 116 habitants.
| 1968  | 1975  | 1982  | 1990  | 1999  | 2010  | 2015  | 2021  |
| ----- | ----- | ----- | ----- | ----- | ----- | ----- | ----- |
| 3 644 | 3 913 | 4 021 | 4 156 | 4 466 | 4 652 | 4 819 | 4 953 |

### Manifestations culturelles et festivités
Tout au long de l'année, de nombreuses animations rythment la vie des Pontépiscopiens et des visiteurs : marchés traditionnels, fête du Fromage, foire aux arbres, etc.
Le lac de Pont-l'Évêque permet des activités durant la période estivale : baignade, jet-ski, nuit à bord de chalet sur l'eau, pédalo, tyrolienne géante, parcours accro-branche pour les petits, quads pour les petits et restaurant.

## Économie
Bénéficiant d'une situation géographique favorable et d'un réseau de transport étendu (autoroute A13, gare SNCF sur la ligne Paris - Deauville, aéroport de Saint-Gatien), la ville de Pont-l'Évêque accueille, pour les week-ends ou les vacances, de nombreux visiteurs appréciant le calme de la campagne, la convivialité de la ville et les multiples activités proposées dans un cadre accueillant : le lac de Pont-l'Évêque et le parc de loisirs (labellisé Pavillon bleu), l'espace culturel Les Dominicaines, les visites thématiques de la ville (le Quartier Ancien, la « Joyeuse Prison », ses édifices du XVIIIe siècle, etc.).

## Culture locale et patrimoine

### Lieux et monuments

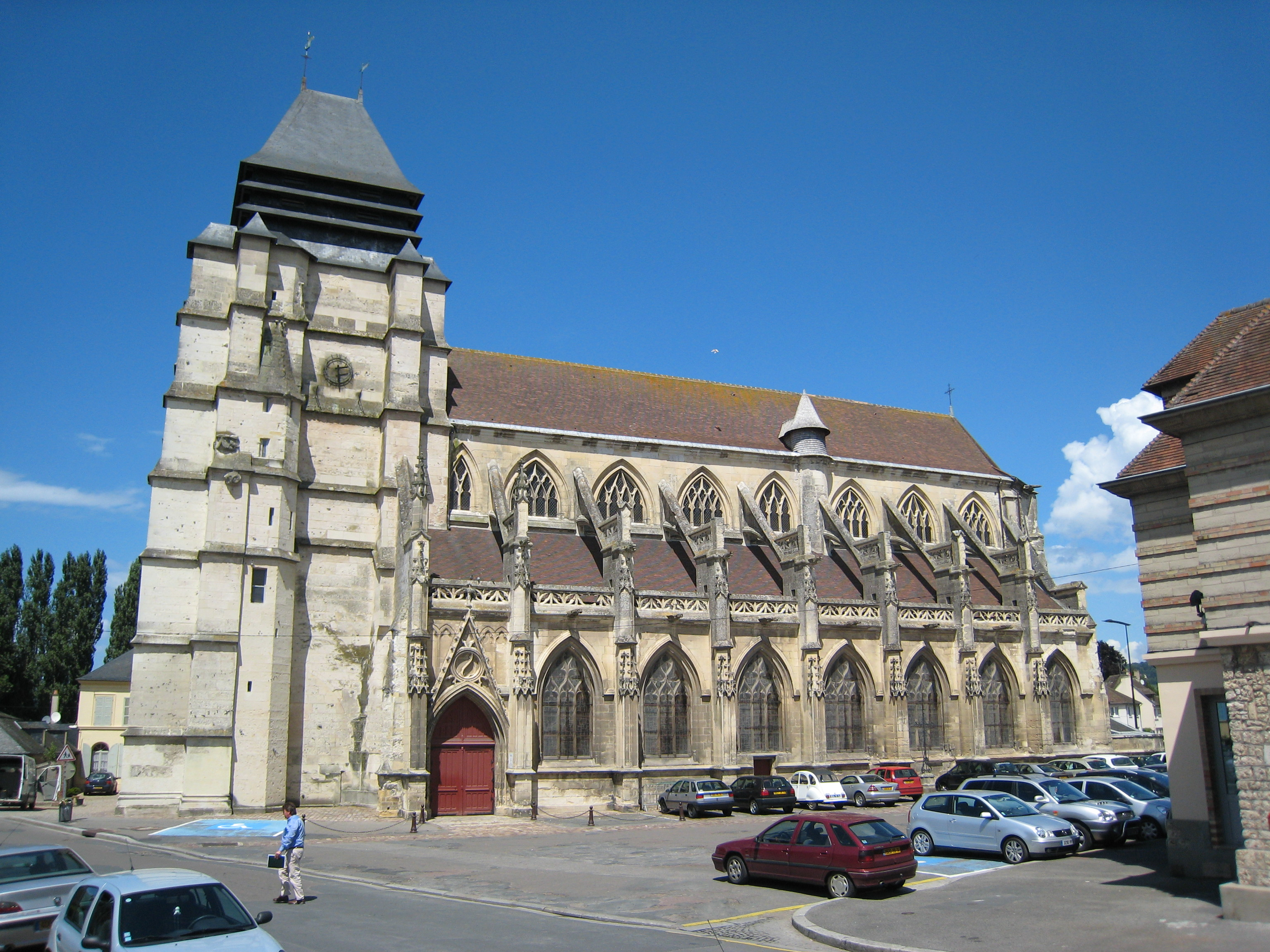
L'église Saint-Michel.

Pont-l'Évêque présente aujourd'hui un patrimoine varié qui témoigne d'une histoire riche.
- L'église Saint-Michel (XVe/XVIe)[49], située place de l'Église.
- L'église Saint-Melaine[50], située rue Saint-Melaine.
- Le couvent des Dominicaines de l'Isle, XVIIe[51], devenu aujourd'hui l'« Espace culturel les Dominicaines », situé place du Palais-de-Justice.
- L'hôtel de ville, ancien hôtel de Brilly[52], au 58 de la rue Saint-Michel. Il abrite le médaillon de Robert de Flers, offert en 1963 à la ville par son fils François.
- L'hôtel Montpensier, devenu aujourd'hui la bibliothèque[53], situé au 38 rue Saint-Michel.
- Les maisons en pans de bois du quartier de Vaucelles.
- La « Joyeuse Prison »[54], située rue Eugène-Pian.
- Le tribunal d'instance, devenu aujourd'hui l'école de musique, situé place du Tribunal.
- La fontaine de Brossard, située place du Tribunal. Elle est offerte à la ville par la comtesse Léonce de Brossard. Elle est en fonte et granit. Elle est inaugurée en 1855.
- Les archives de la Vicomté, situées place du Palais-de-Justice. Le bâtiment est en briques, silex et moellons à deux étages. Les archives de la vicomté d'Auge y étaient conservées.
- Le quai des Gabarres.
- La rue Vieille : rue pavée, bordée de maisons en pans de bois.
- L'auberge de l'Aigle d'Or, maison à pans de bois, située rue de Vaucelles. Construite en 1520.
- L'Hôtel le lion d'or, situé place Saint-Melaine.
- Le musée du calvados et des métiers anciens.
- L'ancienne distillerie, située place Vauquelin. Le bâtiment en briques, silex, calcaire et pierre de taille date du XIXe. Les bâtiments portent les initiales du propriétaire Georges Bottentuit qui les a fait construire.
- Le château de Betteville, en partie du XVIe siècle.

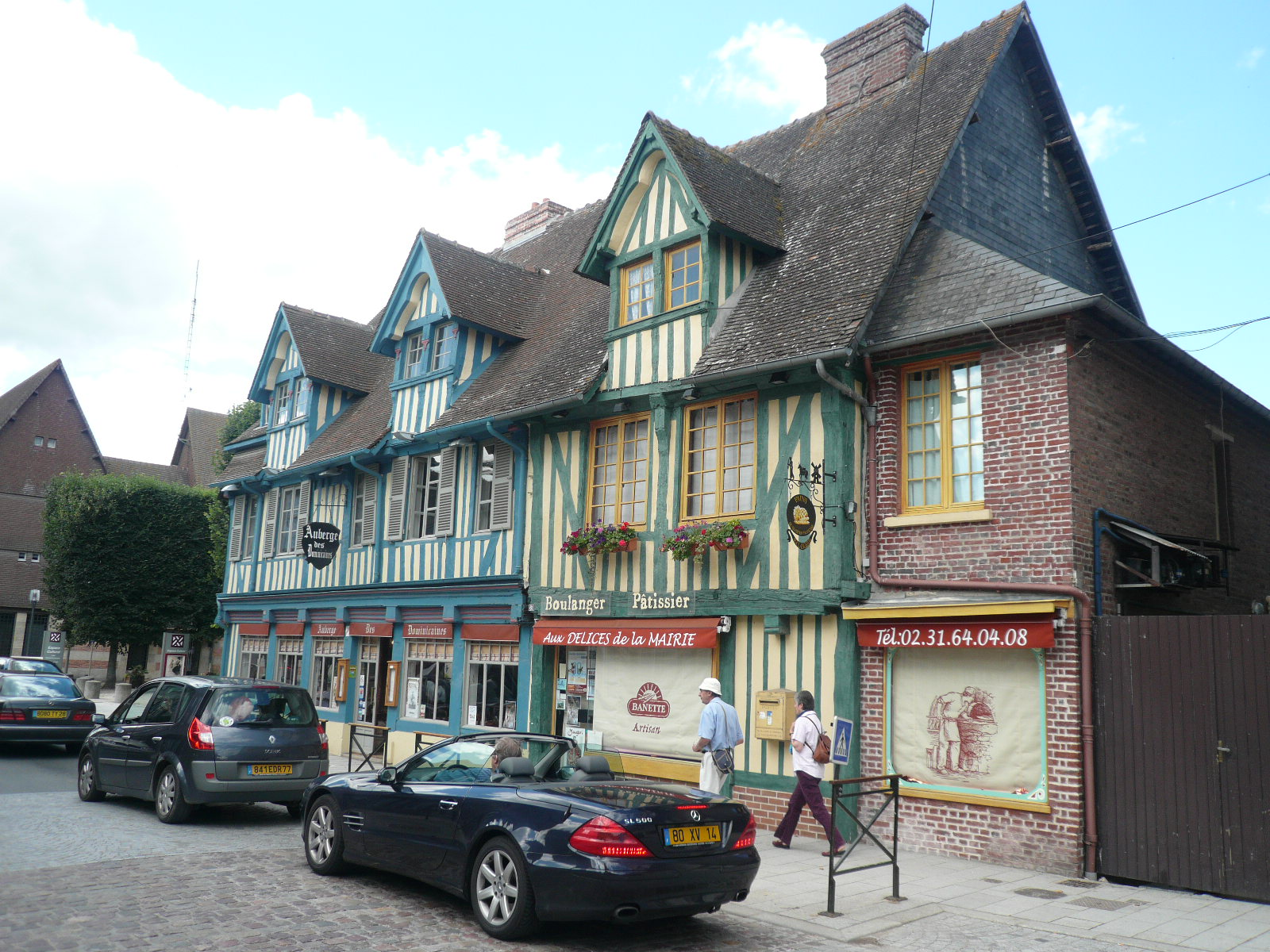
Maisons à colombages.
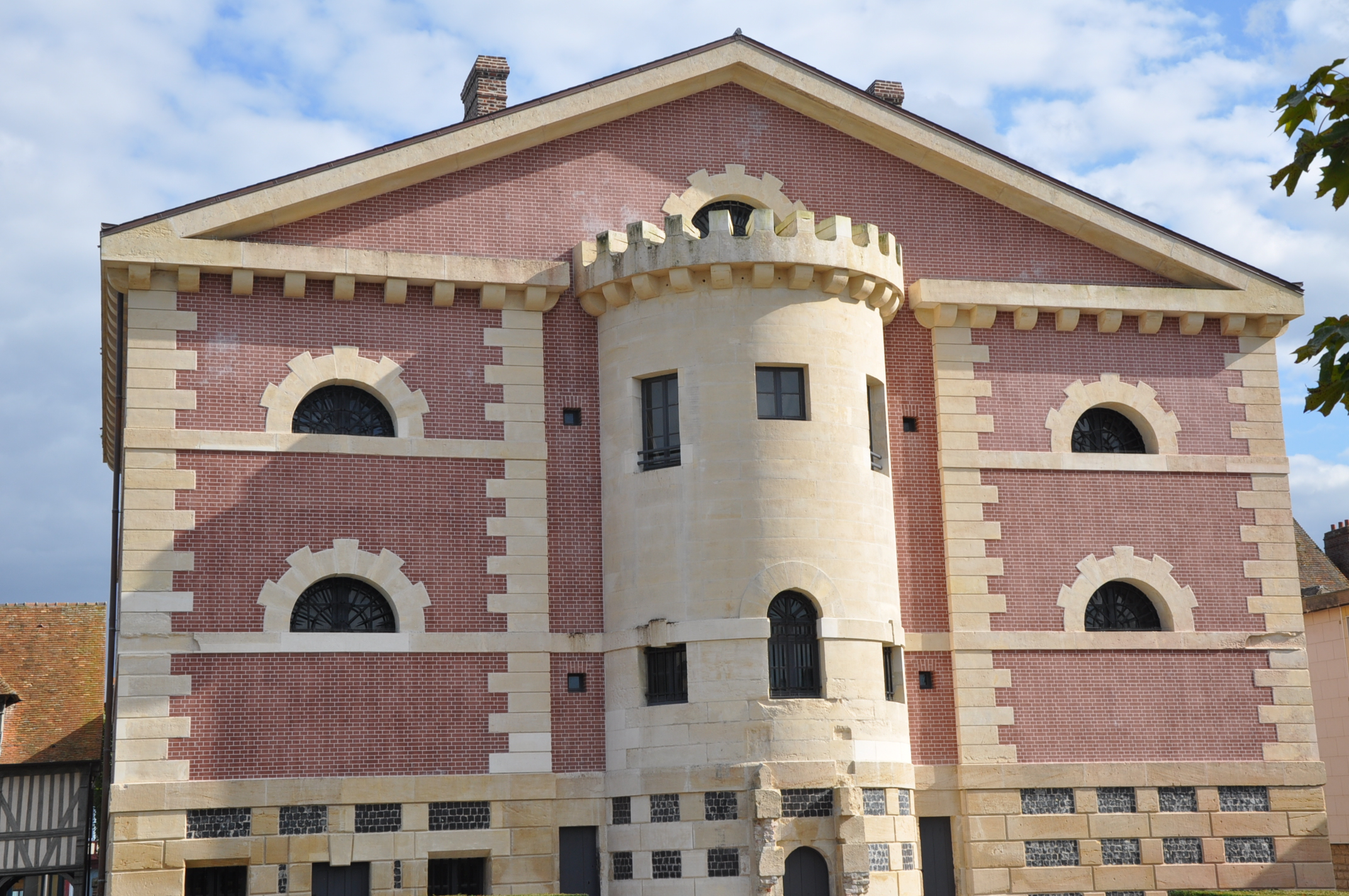
La Joyeuse Prison.
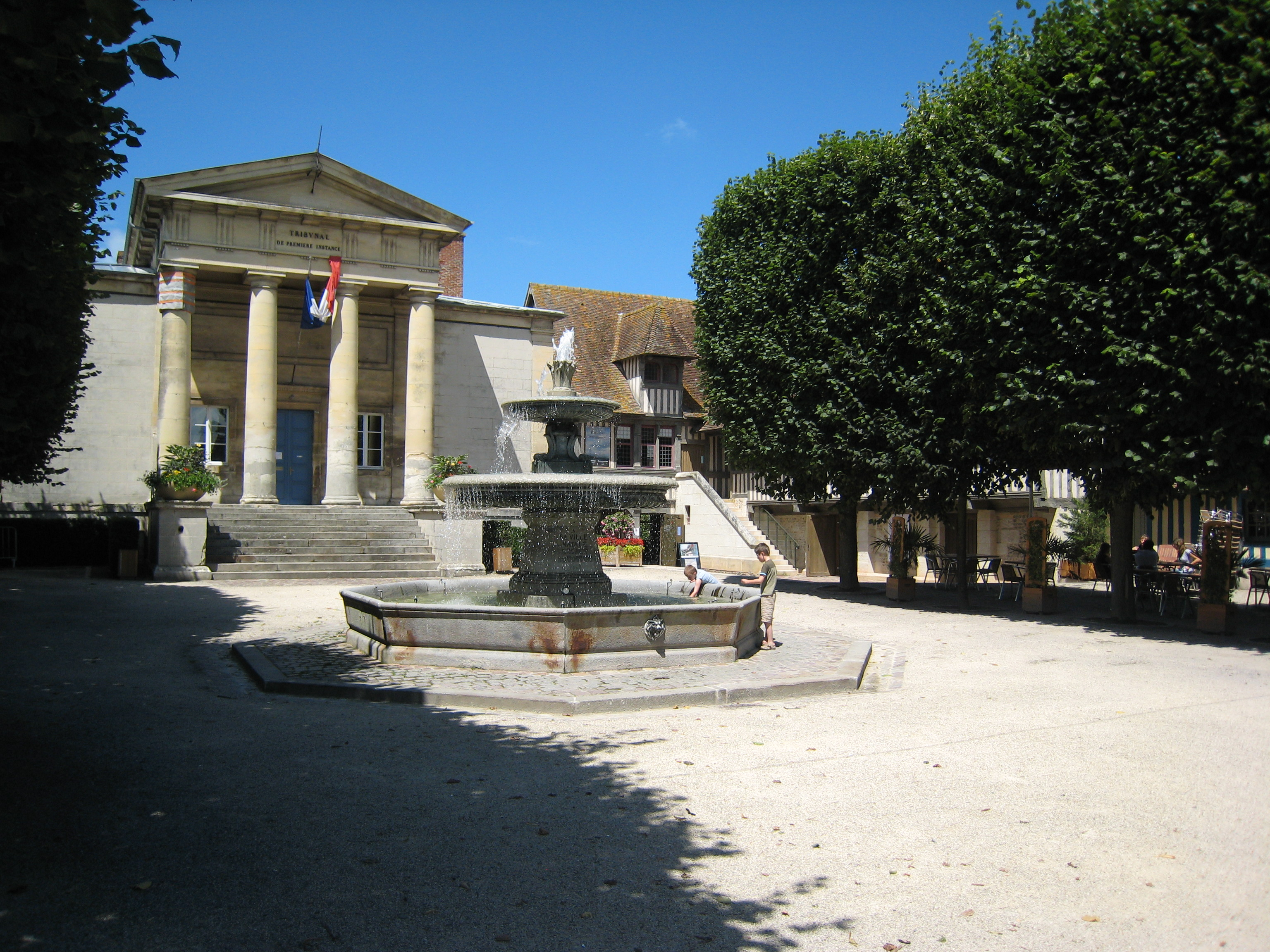
La place du Palais-de-Justice.
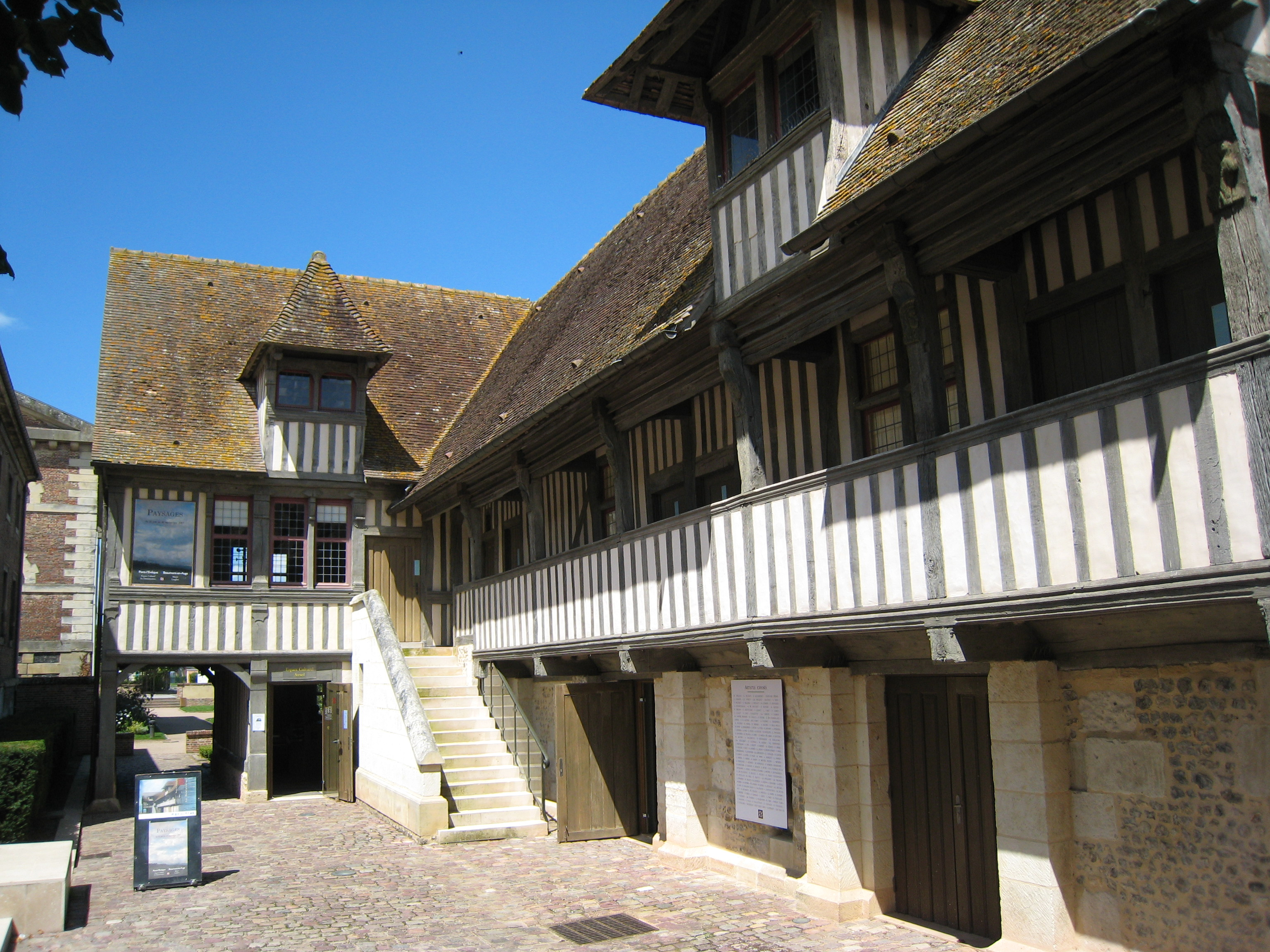
Maison à colombages dans le quartier de Vaucelles.
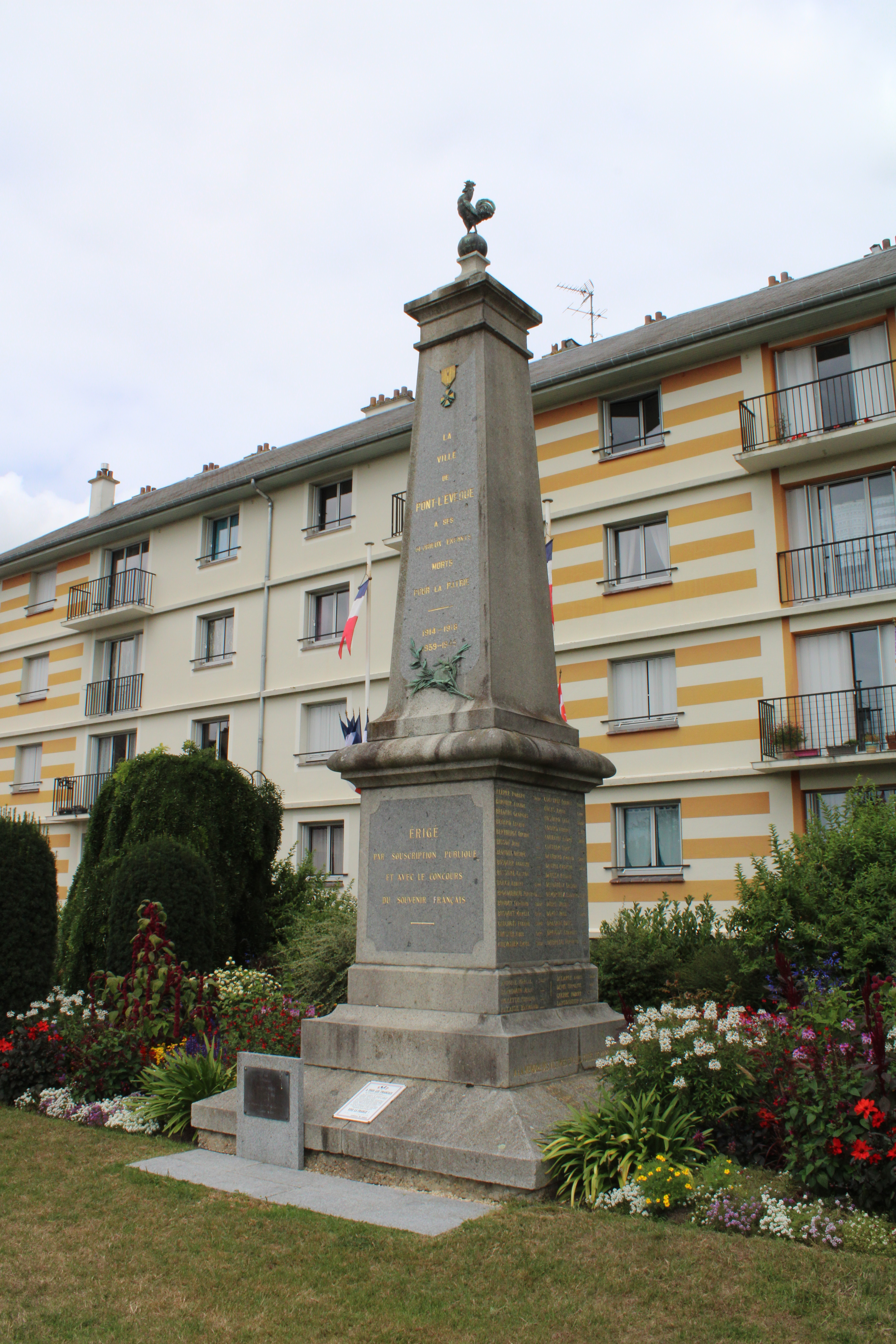
Le monument aux morts.
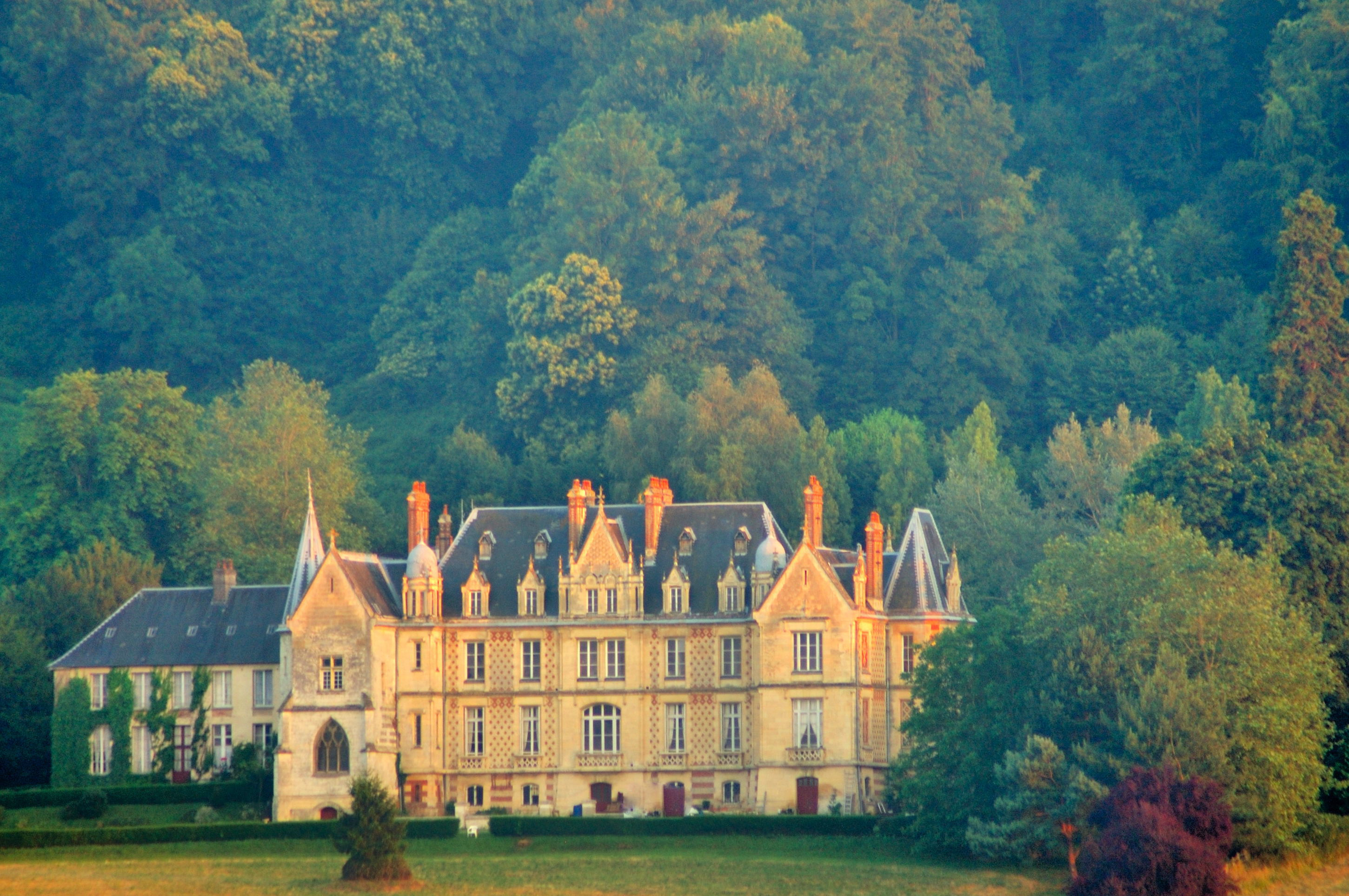
Le château de Betteville.

#### Patrimoine disparu

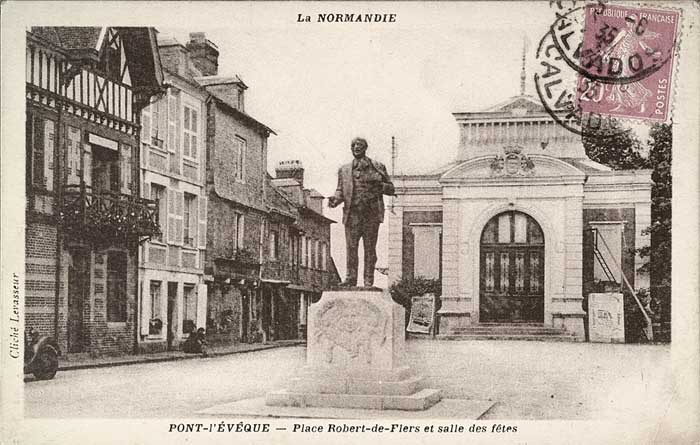
La statue de Robert de Flers.

- Statue en bronze de Robert de Flers, située place Robert de Flers, réalisée par Philippe Besnard et inaugurée le 16 septembre 1929. En 1941, elle est déboulonnée et fondue pendant l'occupation, dans le cadre de la mobilisation des métaux non ferreux. Le piédestal est resté vide. Le piédestal a été déplacé par la suite dans le jardin Jean Bureau, situé derrière la mairie.

### Personnalités liées à la commune

#### Nées à Pont-l'Évêque
- Roger de Pont L'Évêque dit Robert of Bishop's Bridge (vers 1115-1171), archevêque d'York.
- Dière de Dièreville (né peut-être à Pont-l'Évêque - mort en 1711)[55], chirurgien de l'hospice de Pont-l'Évêque, auteur d'un récit de voyage en Acadie et Nouvelle-France paru en 1708 à Rouen. Il en rapporta des spécimens de plantes d'Acadie en un herbier conservé au Muséum d'histoire naturelle de Paris.
- Jacques-Guillaume Thouret (1746-1794), avocat et homme politique, président de l'Assemblée constituante, auteur de la division de la France en départements et de l'institution d'un jury aux assises, guillotiné.
- Jean-Baptiste Desmarres (1760-1794), officier français de la Révolution française qui fit connaître Joseph Bara, avant d'être guillotiné.
- Michel-Augustin Thouret, parfois nommé Auguste Thouret, (1748-1810), médecin, frère du précédent.
- Louis Marc Antoine Robillard d'Argentelle (1777-1828), capitaine de l'artillerie de marine, puis capitaine au régiment de l'Isle de France, et sculpteur céroplasticien français, connu pour avoir créé une collection de modèles en cire de fruits exotiques de l'île Maurice, le Carporama.
- François Isabel des Parcs (1778-?), président du tribunal civil de Pont-l'Evêque, député du Calvados pendant les Cent-Jours.
- Ferdinand Hamelin (1796-1864), amiral, ministre de la Marine sous le Second Empire.
- Robert de Flers, (Robert Pellevé de La Motte-Ango, marquis de Flers, 1872-1927), auteur dramatique, directeur littéraire du Figaro, conseiller général de la Lozère.
- Émile Desportes (1878-1944), compositeur et chef d'orchestre français.
- Maurice Bucaille (1920-1998), médecin français, notamment médecin de la famille du roi Fayçal d'Arabie.
- Frédéric Yonnet (1973-),  musicien, producteur et artiste d'enregistrement français. Il est connu pour son utilisation de l’harmonica comme chef de file dans la musique influencée par le jazz, le R&B, le funk, le gospel et le hip-hop.

#### Mortes à Pont-l'Évêque
- Jeanne Marie Le Calvé, dite la mère Denis (1893 - 1989 à Pont-l'Évêque), lavandière et vedette de publicité.
- Albert Daugan (1866-1952), général de la Grande guerre, grand-croix de la Légion d'honneur.

#### Autres
- Nicolas Batum (1988- ), Lisieux), joueur de basket-ball jouant en NBA depuis 2008, formé à l'US Pont-l'Évêque Basket de 1993 à 2001.
- Marine Johannès (1995- ), joueuse de basket-ball jouant en WNBA depuis 2019, née et formée à l'US Pont-l'Évêque Basket de 2003 à 2007.

### Pont-L'Évêque dans les arts et la culture
- Gustave Flaubert (1821-1880) situe un de ses Trois Contes, Un cœur simple, à la ferme de Geffosse, propriété de ses parents.

### Héraldique
| Blason de Pont-l'Évêque | Blason  | De pourpre aux deux bœufs d'or l'un sur l'autre, au chef cousu d'azur chargé de trois fleurs de lys aussi d'or. |
| Blason de Pont-l'Évêque | Détails | |